# Gösta Siljeström

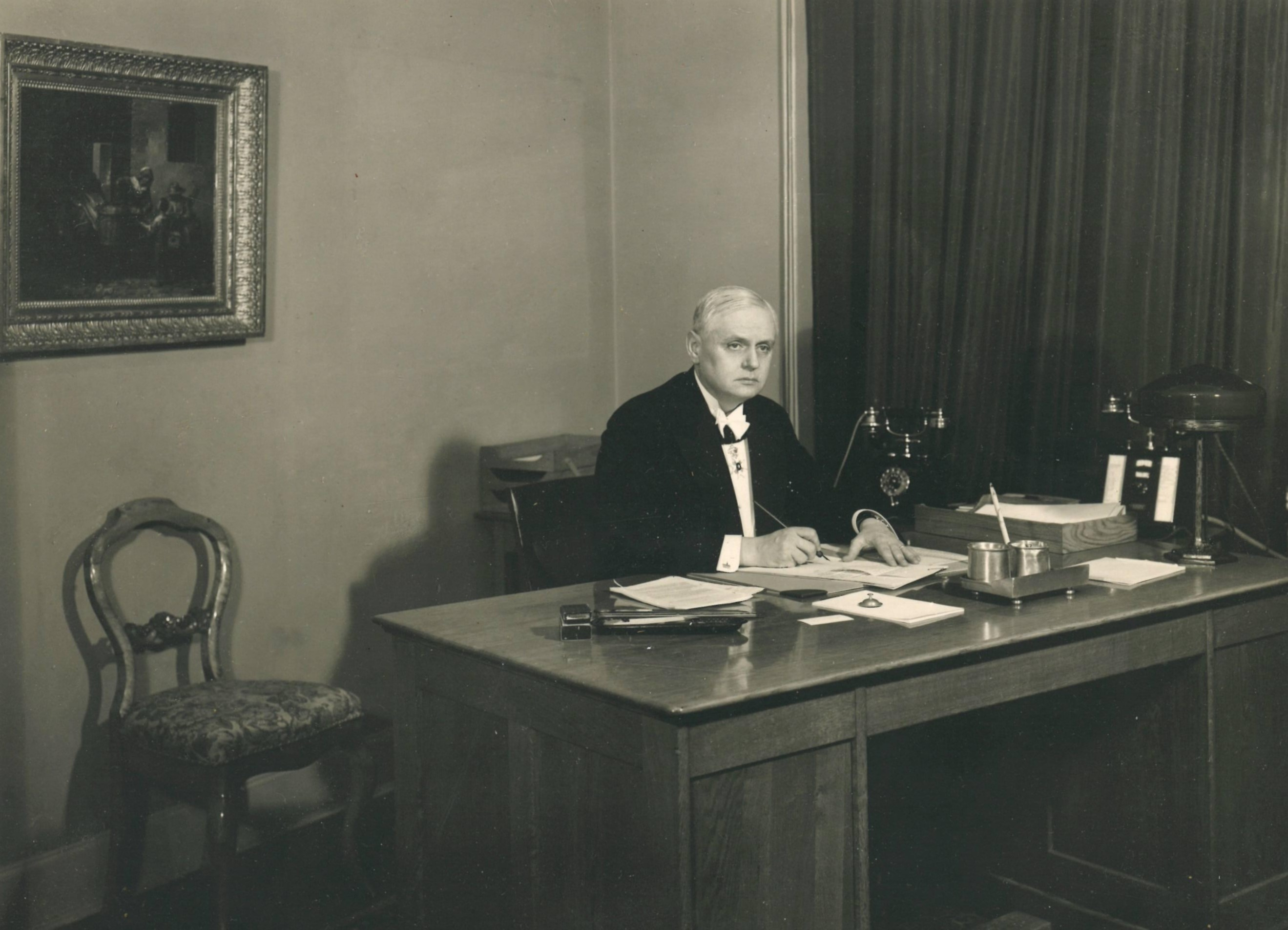

Erik Gustaf (Gösta) Herman Siljeström, född den 18 december 1887 i Uppsala, död den 6 april 1960 i Oscars församling, Stockholm, var en svensk jurist och politiker (högerpartiet). 
Siljeström avlade mogenhetsexamen i Uppsala 1905 och juris kandidatexamen vid Uppsala universitet 1909. Han blev hovrättsråd i Svea hovrätt 1924, var expeditionschef i justitiedepartementet 1929–1933 och häradshövding i Södra Roslags domsaga 1940–1954.
Som riksdagsman var Siljeström ledamot av första kammaren 1942–1945, invald i Stockholms stads valkrets. Han blev riddare av Nordstjärneorden 1927, kommendör av andra klassen av samma orden 1932. och kommendör av första klassen 1937.